# Баталин, Александр Сергеевич
Александр Сергеевич Баталин (укр. Олександр Сергійович Баталін; род. 29 июля 1946, Еманжелинск, Челябинская область) — украинский и российский политический и общественный деятель. Член Общественной палаты Республики Крым с 12 июня 2014 года. Член партии «Единая Россия».
Председатель правления акционерного общества «Завод Фиолент». Председатель Крымского республиканского отделения Украинского союза промышленников и предпринимателей. Герой Украины (2012).

## Биография
Имеет высшее образование, в 1969 году окончил Севастопольский приборостроительный институт по специальности «Приборы точной механики». Инженер-механик.
С 1969 работал на Симферопольском заводе «Фиолент» мастером, заместителем начальника цеха, начальником цеха, заместителем главного инженера, главным инженером.
С 1985 — директор завода «Фиолент», в 1996 году, в связи с реорганизацией производства и созданием открытого акционерного общества Завод «Фиолент», избран его председателем Правления.
С июня 1997 года по апрель 1998 года работал заместителем председателя Совета министров Автономной Республики Крым.
Депутат Верховного Совета Автономной Республики Крым созыва 2002—2006 годов. На выборах городского головы Симферополя 2002 года поддерживал кандидатуру Валерия Ермака. Являлся членом Партии промышленников и предпринимателей Украины. На парламентских выборах 2006 года Баталин баллотировался по спискам Блока Виктора Ющенко «Наша Украина», однако депутатом избран не был.
С 2010 года — депутат Верховного Совета Автономной Республики Крым шестого созыва, избран в одномандатном мажоритарном избирательном округе № 17 от Крымской республиканской организации Партии регионов, член депутатской фракции «Регионы Крыма». Член Постоянной комиссии ВС АРК по бюджетной, экономической и инвестиционной политике.
Кандидат технических наук (1993; научный руководитель д. т. н. А. А. Таль), член президиума Крымского научного центра.
Член Партии регионов до 2014 года. В 2014 вступил в Партию «Единая Россия». С началом работы в Общественной Палате Республики Крым приостановил членство в партии.
Президент Крымской федерации легкой атлетики.
Является Председателем Объединения работодателей Республики Крым, Председателем Крымского регионального отделения Российского союза промышленников и предпринимателей, членом Общественной палаты Республики Крым, членом Регионального штаба Общероссийского народного фронта в Республике Крым.
В марте 2015 прокуратурой АРК (Украина) объявлен в розыск в связи с подозрением в государственной измене.
В 2024 году был доверенным лицом кандидата в президенты России Владимира Путина.

## Государственные награды
- Звание Герой Украины с вручением ордена Державы (24 августа 2012) — за выдающийся личный вклад в укрепление промышленного потенциала Украины, производство конкурентоспособной продукции, внедрение высокоэффективных форм хозяйствования, многолетний добросовестный труд[9]
- Орден князя Ярослава Мудрого V степени (30 января 2007) — за значительный вклад в социально-экономическое, культурное развитие Автономной Республики Крым, весомые трудовые достижения и по случаю Дня Автономной Республики Крым[10]
- Орден «За заслуги» I степени (29 августа 2003) — за многолетний добросовестный труд, значительный личный вклад в развитие отечественного промышленного производства[11]
- Орден «За заслуги» II степени (13 сентября 1999) — за весомые достижения в профессиональной деятельности, многолетний добросовестный труд[12]
- Почётный знак отличия Президента Украины (18 сентября 1996) — за значительный личный вклад в развитие промышленности Украины, выпуск конкурентоспособной продукции[13]
- Орден Дружбы (20 марта 2017) — за достигнутые трудовые успехи, активную общественную деятельность и многолетнюю добросовестную работу[14]
- Орден Трудового Красного Знамени (1984)
- Орден «Знак Почёта» (1977)
- Заслуженный машиностроитель Украинской ССР (1988)
- Почётный гражданин Симферополя (2008) — За значительный личный вклад в экономическое, социально-культурное развитие города Симферополя, высокий профессионализм, многогранную и активную общественную деятельность[15]
- Почётная грамота Кабинета Министров Украины
- Почётный крымчанин (2013)[16]
- Премия Автономной Республики Крым за 2005 год в номинации «Промышленность, топливо, энергетика» — за работу «Комплексная система управления техническими средствами»[17]
- Орден Республики Крым «За верность долгу» (2016)[18]
- Знак отличия Автономной Республики Крым «За верность долгу» (1 июня 2010) — за значительные достижения в работе, многолетний добросовестный труд, высокий профессионализм и в связи с 226-летием со дня основания города Симферополя[19]
- Заслуженный работник промышленности Республики Крым (2021)[20]
- Знак отличия Государственного Совета Республики Крым «За милосердие, благотворительность и попечительскую деятельность» (2024)[21]